# Walram van Gulik (bisschop)

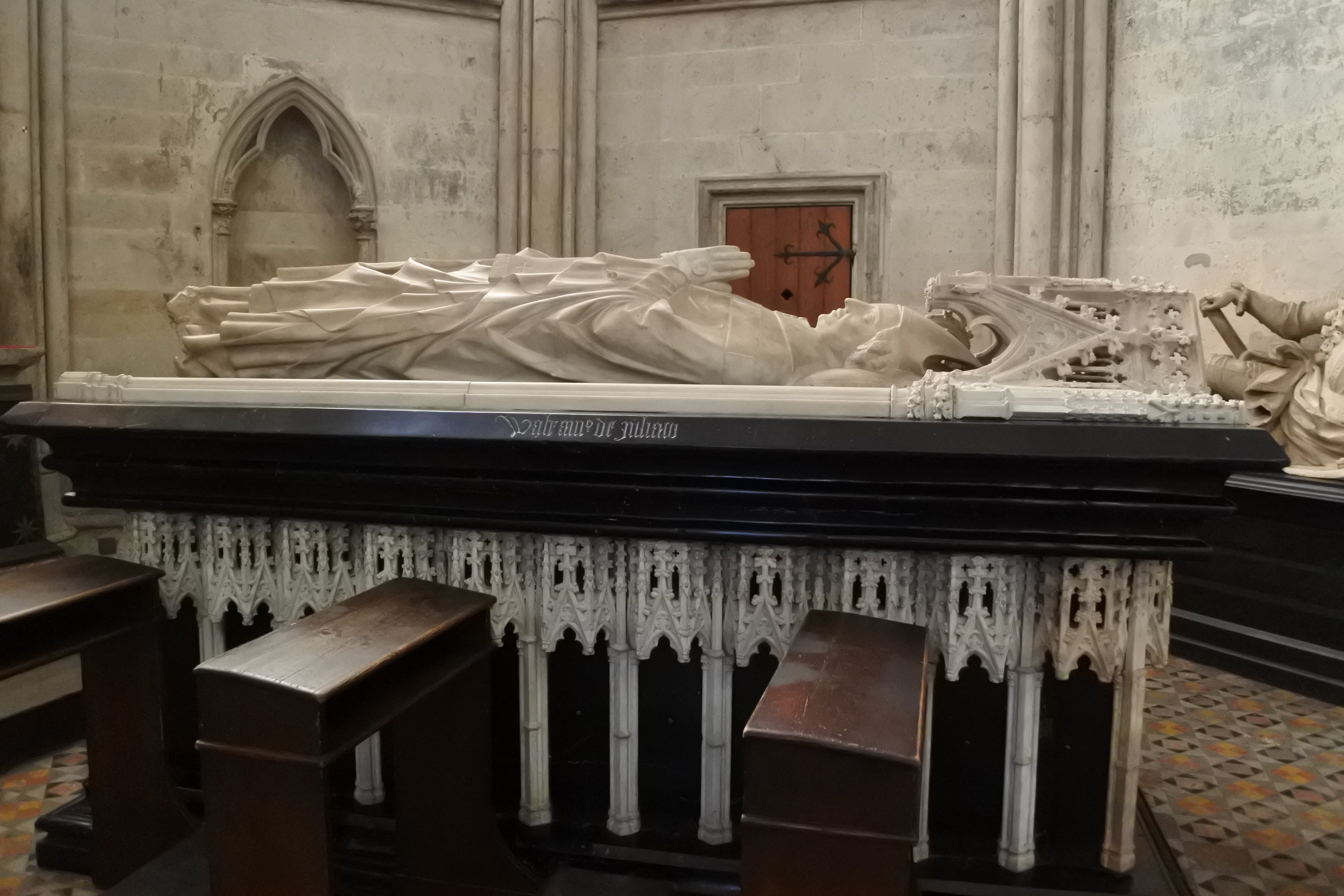
Grafmonument van Walram van Gulik in de Dom van Keulen

Walram van Gulik (ca.1304 - Parijs, 14 augustus 1349) was een vooraanstaand geestelijke in de 14e eeuw in het Maas- en Rijnland. Hij was proost van een aantal belangrijke kapittelkerken en aartsbisschop van Keulen.

## Biografische schets
Walram van Gulik was een zoon van Gerard V van Gulik en Elisabeth van Aarschot. Hij studeerde in Parijs en Orléans en werd in 1327 kanunnik aan het Domkapittel in Keulen en een jaar later proost van het kapittel van Sint-Servaas in Maastricht. Diezelfde waardigheid bekleedde hij bij het kapittel van Maria ad Gradus in Keulen en het kapittel van Sint-Lambertus in Luik. Daarnaast was hij aartsdiaken van Luik.
In 1332 werd hij verkozen tot aartsbisschop van Keulen. Walrams broer, graaf Willem VI van Gulik spendeerde enorme sommen geld aan de verkiezing van Walram, wat hij bij zijn dood nog niet allemaal had terugbetaald. Hoewel het Keulse domkapittel de Fransgezinde bisschop van Luik Adolf II van der Mark als aartsbisschop prefereerde, slaagde de graaf van Gulik er in de verkiezing van zijn broer door te zetten. Walram leefde op dat moment nog in Frankrijk.
Een van de dingen die hij bereikte tijdens zijn regeerperiode is dat de spanningen tussen het aartsbisdom Keulen en het graafschap Gulik verminderden. In Westfalen raakte de aartsbisschop echter verwikkeld in een conflict met de graven van Mark. Pas aan het einde van zijn regeerperiode, in 1347-49, werd vrede gesloten.
Walram stichtte in Keulen onder meer het Kartuizerklooster. Door de financiële problemen waarmee hij het keurvorstendom opzadelde, moest hij veel toegeven aan het Domkapittel. Zijn stem bij de verkiezing van Karel IV tot rooms-koning, liet hij dan weer duur betalen. Daarmee kon hij de gebieden van het keurvorstendom uitbreiden. In 1346 kroonde hij Karel IV tot keizer. De door paus Clemens VI uitgesproken ban over de vorige keizer, Lodewijk de Beier, liet hij in het hele aartsbisdom afkondigen. Diens aanhangers maakten het Walram zo moeilijk, dat hij moest vluchten naar Parijs, waar hij in 1349 overleed.
- Biografisch Portaal: 38176152
- Gemeinsame Normdatei: 139141367
- International Standard Name Identifier: 0000 0000 7118 5058
- Virtual International Authority File: 100444785
- WorldCat: E39PBJjmRt4X4CrxFhWgdmj9jC